# Lygodactylus verticillatus
Lygodactylus verticillatus är en ödleart som beskrevs av  François Mocquard 1895. Lygodactylus verticillatus ingår i släktet Lygodactylus och familjen geckoödlor. IUCN kategoriserar arten globalt som livskraftig. Inga underarter finns listade i Catalogue of Life.